# Yahya Sinwar
Yahya Ibrahim Hassan Sinwar (arabisk: يحيى ابراهيم حسن السنوار; født 29. oktober 1962 i Gazastriben, død 16. oktober 2024) var en palæstinensisk politiker, der siden februar 2017 var en af lederne af Hamas i Gaza-striben og efter Ismail Haniyehs død i august 2024 var formand for Hamas' politbureau.
Sinwar blev født i Khan Yunis flygtningelejren i det dengang egyptiskstyrede Gazastribe i 1962 i en familie, der var blevet fordrevet eller flygtet fra Ashkelon under palæstinakrigen i 1948. Han har en bachelorgrad i i arabiske studier fra det islamiske universitet i Gaza.
Han blev idømt fire livstidsdomme i Israel for at planlægge bortførelsen og drabet på to israelske soldater og fire palæstinensere, som han anså for at være kollaboratører, i 1989 og afsonede 22 år af dommen indtil han i 2011 blev løsladt sammen med 1.026 andre i en fangeudveksling med den israelske soldat Gilad Shalit. Sinwar var en af medstifterne af Hamas' sikkerhedsapparat. I 2017 blev han valgt til leder af Hamas og hævdede at ville udøve fredelig og folkelig modstand mod den israelske besættelse året efter. Han blev genvalgt som leder af Hamas i 2021 og blev forsøgt myrdet af Israel samme år. Sinwar betragtes som bagmanden bag det Hamas-ledede angreb på Israel den 7. oktober 2023.
I september 2015 blev Sinwar betegnet som terrorist af den amerikanske regering. Hamas og Izz ad-Din al-Qassam-brigaderne bliver betragtet som terrororganisationer af USA, EU og andre lande. I maj 2024 annoncerede Karim Khan, anklageren for Den Internationale Straffedomstol, sin hensigt om at søge at få en arrestordre på Sinwar for krigsforbrydelser og forbrydelser mod menneskeheden, som en del af ICC-undersøgelsen i Palæstina. Han betragtedes som en af Hamas' mest fremtrædende ledere.